# Bahía de Amatique
La bahía de Amatique es una bahía situada en el golfo de Honduras a lo largo de la costa oriental de Guatemala y Belice. Se extiende desde Santo Tomás de Castilla en el sur hasta Punta Gorda en el norte. Sus límites sur-orientales son marcadas por una pequeña península conocida como Punta de Manabique. Tiene 24 km de ancho, una extensión de 880 km² y una profundidad máxima de 20 m.
La mayor parte de la bahía está ubicada en el territorio de Guatemala, mientras que la porción del noroeste es parte de Belice. La bahía recibe el desagüe de tres grandes ríos con un flujo promedio de 548 m³ s-1: el río Moho en Belice, el Sarstún y el Dulce en Guatemala. Los principales puertos de la bahía son Puerto Barrios, Santo Tomás de Castilla y Livingston en Guatemala, y Punta Gorda en Belice.